# Battle Trip
Battle Trip (en hangul, 배틀 트립), es un reality de Corea del Sur que se emite desde el 16 de abril del 2016 hasta ahora a través de la KBS2.
En febrero del 2020 se anunció que el programa finalizaría el 27 de marzo del mismo año después de cuatro años.

## Formato
El programa es una competición que sigue a dos grupos de celebridades que son amigos/as, mientras viajan y realizan actividades con base en temas específicos y muestran información del viaje y dan consejos. El grupo ganador es elegido con base en 100 votos de la audiencia.

## Miembros

### Presentadores actuales
| Artista       | Ocupación                    | Episodios      | Duración      |
| ------------- | ---------------------------- | -------------- | ------------- |
| Kim Sook      | Presentadora / Comediante    | 1 - presente   | 2016-presente |
| Kim Joon-hyun | COmediante                   | 159 - presente | 2019-presente |
| Boomi         | Cantante / Miembro de A Pink | 159 - presente | 2019-presente |

### Antiguos presentadores
| Artista       | Ocupación              | Episodios | Duración  |
| ------------- | ---------------------- | --------- | --------- |
| Lee Hwi-jae   | Presentador            | 1 - 158   | 2016-2019 |
| Sung Si-kyung | Presentador / Cantante | 1 - 158   | 2016-2019 |
| San E         | Rapero                 | 1 - 47    | 2016-2017 |

### Presentadores especiales
| Artista        | Ocupación                        | Episodios | Duración |
| -------------- | -------------------------------- | --------- | -------- |
| JR             | Cantante / Miembro de NU'EST     | 98 - 99   | 2018     |
| Kim Tae-hoon   | Actor                            | 81 - 82   | 2018     |
| Han Dong-geun  | Cantante                         | 79 - 80   | 2018     |
| N              | Cantante / Miembro de VIXX       | 78        | 2018     |
| Dongwoon       | Cantante / Miembro de Highlight  | 73 - 74   | 2017     |
| Sam Hammington | Comediante                       | 70 - 72   | 2017     |
| Hayoung        | Cantante / Miembro de A Pink     | 68 - 69   | 2017     |
| Chaeyeon       | Cantante / Miembro de DIA        | 65 - 67   | 2017     |
| Jisook         | Cantante / Miembro de Rainbow    | 62 - 64   | 2017     |
| DinDin         | Rapero                           | 58 - 61   | 2017     |
| Yura           | Cantante / Miembro de Girl's Day | 54 - 57   | 2017     |
| Hyelin         | Cantante / Miembro de EXID       | 52 - 53   | 2017     |
| Seo Hyo-rim    | Actriz                           | 50 - 51   | 2017     |
| Sejeong        | Cantante / Miembro de gugudan    | 48 - 49   | 2017     |
| Kim Ji-min     | Comediante                       | 13        | 2016     |

### Artistas participantes
El programa ha contado con la participación de varios artistas del espectáculo, entre ellos.
| Nombre          | Ocupación                               | No. de Episodios | Episodios donde apareció  | Duración         |
| --------------- | --------------------------------------- | ---------------- | ------------------------- | ---------------- |
| Haknyeon        | Cantante / Miembro de The Boyz          | -                | -                         | 2020             |
| Hyunjae         | Cantante / Miembro de The Boyz          | -                | -                         | 2020             |
| Kei             | Cantante / Miembro de Lovelyz           | -                | -                         | 2020             |
| Seo Ji-soo      | Cantante / Miembro de Lovelyz           | -                | -                         | 2020             |
| Ryu Su-jeong    | Cantante / Miembro de Lovelyz           | -                | -                         | 2020             |
| Chani           | Cantante / Miembro de SF9               | -                | -                         | 2020             |
| Dawon           | Cantante / Miembro de SF9               | -                | -                         | 2020             |
| Inseong         | Cantante / Miembro de SF9               | -                | -                         | 2020             |
| Hongseok        | Cantante / Miembro de Pentagon          | -                | -                         | 2019             |
| DinDin          | Rapero                                  | -                | -                         | 2019             |
| Yoo Jae-hwan    | Artista Musical                         | -                | -                         | 2019             |
| Lee Hyun        | Cantante                                | -                | -                         | 2019             |
| Kim Ho-young    | Artista Musical                         | -                | -                         | 2019             |
| Kang Rae-yeon   | Actriz                                  | -                | -                         | 2019             |
| Park Ji-hoon    | Cantante / Miembro de Wanna One         | 2                | 89 - 90                   | 2018             |
| Park Woo-jin    | Cantante / Miembro de Wanna One         | 2                | 89 - 90                   | 2018             |
| Mina            | Cantante / Miembro de gugudan           | 2                | 89 - 90                   | 2018             |
| Choi Yoo-jung   | Cantante / Miembro de Weki Meki         | 2                | 89 - 90                   | 2018             |
| Boom            | Presentador                             | 2                | 85 - 86                   | 2018             |
| Lee Ji-hye      | Cantante                                | 4                | 25 - 26, 85 - 86          | 2016, 2018       |
| Ahn Sun-yeong   | Actriz                                  | 2                | 85 - 86                   | 2018             |
| Choi Eun-kyung  | -                                       | 2                | 85 - 86                   | 2018             |
| Park Si-eun     | Actriz                                  | 2                | 83 - 84                   | 2018             |
| Jin Tae-hyun    | Actor                                   | 2                | 83 - 84                   | 2018             |
| Park Ji-yoon    | Presentadora                            | 2                | 83 - 84                   | 2018             |
| Choi Dong-seok  | Presentador                             | 2                | 83 - 84                   | 2018             |
| Doojoon         | Cantante / Miembro de Highlight         | 5                | 1, 52 - 53, 81 - 82       | 2016, 2017, 2018 |
| Lee Ki-kwang    | Cantante / Miembro de Highlight         | 2                | 81 - 82                   | 2018             |
| Im Hyung-joon   | Actor                                   | 6                | 9 - 10, 33 - 34, 81 - 82  | 2016, 2017, 2018 |
| Lee Jong-hyuk   | Actor                                   | 4                | 9 - 10, 81 - 82           | 2016, 2018       |
| Yura            | Cantante / Miembro de Girl's Day        | 2                | 79 - 80                   | 2018             |
| Minah           | Cantante / Miembro de Girl's Day        | 2                | 79 - 80                   | 2018             |
| Kim Ji-hoon     | Actor                                   | 2                | 79 - 80                   | 2018             |
| Choi Jung-won   | Cantante                                | 2                | 79 - 80                   | 2018             |
| Woohyun         | Cantante / Miembro de INFINITE          | 1                | 78                        | 2018             |
| Sungjong        | Cantante / Miembro de INFINITE          | 1                | 78                        | 2018             |
| Mingyu          | Cantante / Miembro de SEVENTEEN         | 1                | 78                        | 2018             |
| Seungkwan       | Cantante / Miembro de SEVENTEEN         | 1                | 78                        | 2018             |
| Gong Hyun-joo   | Actriz                                  | 2                | 76 - 77                   | 2018             |
| Park Jung-soo   | Actriz                                  | 2                | 76 - 77                   | 2018             |
| Yoon Hae-young  | Actriz                                  | 2                | 76 - 77                   | 2018             |
| Yang Jung-a     | Actriz                                  | 2                | 76 - 77                   | 2018             |
| Chorong         | Cantante / Miembro de A Pink            | 2                | 74 - 75                   | 2017-2018        |
| Hayoung         | Cantante / Miembro de A Pink            | 2                | 74 - 75                   | 2017-2018        |
| Moonbyul        | Rapera / Miembro de Mamamoo             | 2                | 74 - 75                   | 2017-2018        |
| Solar           | Cantante / Miembro de Mamamoo           | 2                | 74 - 75                   | 2017-2018        |
| Cheng Xiao      | Cantante / Miembro de Cosmic Girls      | 1                | 73                        | 2017             |
| Eunseo          | Cantante / Miembro de Cosmic Girls      | 1                | 73                        | 2017             |
| Yein            | Cantante / Miembro de Lovelyz           | 1                | 73                        | 2017             |
| Ryu Su-jeong    | Cantante / Miembro de Lovelyz           | 1                | 73                        | 2017             |
| Jeong Jin-woon  | Cantante / Miembro de 2AM               | 3                | 70 - 72                   | 2017             |
| Kwon Hyuk-soo   | Actor                                   | 3                | 70 - 72                   | 2017             |
| Hyoyeon         | Cantante / Miembro de Girls' Generation | 3                | 70 - 72                   | 2017             |
| Sunny           | Cantante / Miembro de Girls' Generation | 3                | 70 - 72                   | 2017             |
| Moon Se-yoon    | Comediante                              | 2                | 68 - 69                   | 2017             |
| Yoo Min-sang    | Comediante                              | 2                | 68 - 69                   | 2017             |
| Nam Chang-hie   | Actor                                   | 2                | 68 - 69                   | 2017             |
| Jo Se-ho        | Comediante                              | 4                | 17 - 18. 68 - 69          | 2016, 2017       |
| Lee Tae-gon     | Actor                                   | 3                | 65 - 67                   | 2017             |
| Kangnam         | Cantante                                | 3                | 65 - 67                   | 2017             |
| Kim Tae-hoon    | Actor                                   | 5                | 19 - 20, 65 - 67          | 2016, 2017       |
| Lee Won-suk     | Director de Cine                        | 3                | 65 - 67                   | 2017             |
| Park Na-rae     | Comediante                              | 4                | 35 - 36, 63 - 64          | 2017             |
| Lee Guk-joo     | Comediante                              | 3                | 13, 63 - 64               | 2016, 2017       |
| Yoo Se-yoon     | Comediante                              | 2                | 63 - 64                   | 2017             |
| Muzie           | Artista Musical                         | 4                | 14 - 15, 63 - 64          | 2016, 2017       |
| Lee Chang-sub   | Cantante / Miembro de BtoB              | 1                | 62                        | 2017             |
| Lee Min-hyuk    | Cantante / Miembro de BtoB              | 1                | 62                        | 2017             |
| Seo Eun-kwang   | Cantante / Miembro de BtoB              | 2                | 16, 62                    | 2016, 2017       |
| Yuju            | Cantante / Miembro de GFriend           | 1                | 62                        | 2017             |
| SinB            | Cantante / Miembro de GFriend           | 1                | 62                        | 2017             |
| Umji            | Cantante / Miembro de GFriend           | 1                | 62                        | 2017             |
| Jo Bo-ah        | Actriz                                  | 4                | 58 - 61                   | 2017             |
| Kim So-eun      | Actriz                                  | 4                | 58 - 61                   | 2017             |
| Lee Hyun        | Cantante                                | 4                | 58 - 61                   | 2017             |
| K.Will          | Cantante                                | 4                | 58 - 61                   | 2017             |
| Oh Hyun-kyung   | Actriz                                  | 2                | 56 - 57                   | 2017             |
| Jung Si-ah      | Actriz                                  | 2                | 56 - 57                   | 2017             |
| Kim Na-young    | Personalidad de Televisión              | 2                | 56 - 57                   | 2017             |
| Lee Hyun-yi     | Modelo                                  | 2                | 56 - 57                   | 2017             |
| Yoon Park       | Actor                                   | 2                | 54 - 55                   | 2017             |
| Hong Seok-cheon | Actor                                   | 4                | 5 - 6, 54 - 55            | 2016, 2017       |
| Tim             | Cantante                                | 2                | 54 - 55                   | 2017             |
| Hyun Woo        | Actor                                   | 2                | 54 - 55                   | 2017             |
| Dongwoon        | Cantante / Miembro de Highlight         | 2                | 52 - 53                   | 2017             |
| Kim Soo-yong    | -                                       | 2                | 52 - 53                   | 2017             |
| Park Hwi-soon   | Comediante                              | 2                | 52 - 53                   | 2017             |
| Shindong        | Cantante / Miembro de Super Junior      | 4                | 35 - 36, 50 - 51          | 2017             |
| Kim Shin-young  | Comediante                              | 2                | 50 - 51                   | 2017             |
| Hwangbo         | Cantante                                | 2                | 50 - 51                   | 2017             |
| JeA             | Cantante / Miembro de Brown Eyed Girls  | 2                | 50 - 51                   | 2017             |
| Park Jae-jung   | Cantante                                | 2                | 48 - 49                   | 2017             |
| Roy Kim         | Cantautor                               | 2                | 48 - 49                   | 2017             |
| Eddy Kim        | Cantante                                | 2                | 48 - 49                   | 2017             |
| Han Chae-ah     | Actriz                                  | 2                | 48 - 49                   | 2017             |
| Ha Jae-sook     | Actriz                                  | 2                | 48 - 49                   | 2017             |
| San E           | Rapero                                  | 6                | 14 - 15, 23 - 24, 46 - 47 | 2016, 2017       |
| Kim Sook        | Comediante                              | 4                | 23 - 24, 46 - 47          | 2016, 2017       |
| Sung Si-kyung   | Cantante                                | 4                | 17 - 18, 46 - 47          | 2016, 2017       |
| Lee Hwi-jae     | Presentador                             | 4                | 17 - 18, 46 - 47          | 2016, 2017       |
| Lee Yi-kyung    | Actor                                   | 4                | 42 - 45                   | 2017             |
| Lee Ki-woo      | Actor                                   | 4                | 42 - 45                   | 2017             |
| Soyou           | Cantante / Miembro de Sistar            | 4                | 42 - 45                   | 2017             |
| Dasom           | Cantante / Miembro de Sistar            | 4                | 42 - 45                   | 2017             |
| Park So-yeong   | -                                       | 2                | 40 - 41                   | 2017             |
| Oh Na-mi        | Comediante                              | 2                | 40 - 41                   | 2017             |
| Kim Dae-sung    | -                                       | 2                | 40 - 41                   | 2017             |
| Sejeong         | Cantante / Miembro de gugudan           | 2                | 40 - 41                   | 2017             |
| Nayoung         | Cantante / Miembro de gugudan           | 2                | 40 - 41                   | 2017             |
| DinDin          | Rapero                                  | 1                | 39                        | 2017             |
| Yoo Jae-hwan    | Artista Musical                         | 2                | 21, 39                    | 2016, 2017       |
| Seo Kyung-deok  | -                                       | 1                | 39                        | 2017             |
| Ok Taecyeon     | Cantante / Miembro de 2PM               | 2                | 37 - 38                   | 2017             |
| Kim Kwang-kyu   | Actor                                   | 2                | 37 - 38                   | 2017             |
| Yang Se-chan    | Comediante                              | 2                | 37 - 38                   | 2017             |
| Lee Yong-jin    | Comediante                              | 2                | 37 - 38                   | 2017             |
| Jang Do-yeon    | Comediante                              | 2                | 35 - 36                   | 2017             |
| Leeteuk         | Cantante / Miembro de Super Junior      | 3                | 1, 35 - 36                | 2016, 2017       |
| Han Jung-soo    | Actor                                   | 2                | 33 - 34                   | 2017             |
| Kim Min-kyo     | Actor                                   | 4                | 9 - 10, 33 - 34           | 2016, 2017       |
| Sandara Park    | Actriz                                  | 4                | 19 - 20, 33 - 34          | 2016, 2017       |
| Kang Seung-hyun | Modelo                                  | 4                | 19 - 20, 33 - 34          | 2016, 2017       |
| Heo Kyung-hwan  | Comediante                              | 2                | 31 - 32                   | 2016             |
| Park Sung-kwang | Comediante                              | 2                | 31 - 32                   | 2016             |
| Kim Ji-min      | Comediante                              | 2                | 31 - 32                   | 2016             |
| Kim Min-Kyung   | Actriz                                  | 2                | 31 - 32                   | 2016             |
| Seo Hyo-rim     | Actriz                                  | 4                | 27 - 30                   | 2016             |
| Lee Chung-ah    | Actriz                                  | 4                | 27 - 30                   | 2016             |
| Lee Kyu-han     | Actor                                   | 4                | 27 - 30                   | 2016             |
| Kim Ki-bang     | Actor                                   | 4                | 27 - 30                   | 2016             |
| Tony An         | Cantante / Miembro de H.O.T.            | 3                | 13, 25 - 26               | 2016             |
| Kangta          | Cantautor / Miembro de H.O.T.           | 2                | 25 - 26                   | 2016             |
| Lee Jin-ho      | -                                       | 2                | 25 - 26                   | 2016             |
| Seo In-young    | Cantante                                | 2                | 25 - 26                   | 2016             |
| Kwanghee        | Cantante / Miembro de ZE:A              | 2                | 23 - 24                   | 2016             |
| Park So-hyun    | Actriz                                  | 2                | 23 - 24                   | 2016             |
| Sam Hammington  | Comediante                              | 1                | 22                        | 2016             |
| Sam Okyere      | Personalidad de Televisión              | 1                | 22                        | 2016             |
| Seo Kyung-duk   | -                                       | 1                | 21                        | 2016             |
| Jo Seung-yeon   | -                                       | 2                | 19 - 20                   | 2016             |
| Moon Chun-sik   | Actor                                   | 2                | 17 - 18                   | 2016             |
| Nam Chang-hee   | Actor                                   | 2                | 17 - 18                   | 2016             |
| Yook Sung-jae   | Cantante / Miembro de BtoB              | 1                | 16                        | 2016             |
| Im Hyun-sik     | Cantautor / Miembro de BtoB             | 1                | 16                        | 2016             |
| Ji Sang-ryeol   | Actor                                   | 1                | 16                        | 2016             |
| Kim Jong-min    | Artista del Entretenimiento             | 1                | 16                        | 2016             |
| Defcon          | Rapero                                  | 2                | 14 - 15                   | 2016             |
| Lee Jae-hoon    | Cantante                                | 4                | 2 - 3, 14 - 15            | 2016             |
| Ye Jung-hwa     | -                                       | 2                | 14 - 15                   | 2016             |
| Kim Jae-duck    | Cantante / ex-Miembro de SECHSKIES      | 1                | 13                        | 2016             |
| Ahn Young-mi    | Comediante                              | 1                | 13                        | 2016             |
| Kyulkyung       | Cantante / ex-Miembro de I.O.I          | 2                | 11 - 12                   | 2016             |
| Jeon So-mi      | Cantante / ex-Miembro de I.O.I          | 2                | 11 - 12                   | 2016             |
| Choi Yoon-young | Actriz                                  | 2                | 11 - 12                   | 2016             |
| Uhm Hyun-kyung  | Actriz                                  | 2                | 11 - 12                   | 2016             |
| Choi Tae-joon   | Actor                                   | 2                | 9 - 10                    | 2016             |
| Jung Joon-young | Cantante                                | 2                | 9 - 10                    | 2016             |
| Lee Jong-hyun   | Cantante / Miembro de CNBLUE            | 2                | 9 - 10                    | 2016             |
| Kim Hyun-sook   | Actriz                                  | 2                | 7 - 8                     | 2016             |
| Kim Ok-bin      | Actriz                                  | 2                | 7 - 8                     | 2016             |
| Kim Il-jung     | -                                       | 2                | 7 - 8                     | 2016             |
| Lee Sang-min    | Cantante                                | 2                | 7 - 8                     | 2016             |
| Ha-ha           | Personalidad de Televisión              | 2                | 5 - 6                     | 2016             |
| Kim Seung-hyun  | Jugador de Baloncesto                   | 2                | 5 - 6                     | 2016             |
| Hyun Joo-yup    | Jugador de Baloncesto                   | 2                | 5 - 6                     | 2016             |
| Bong Man-dae    | Actor                                   | 2                | 5 - 6                     | 2016             |
| Lee Won-il      | Chef                                    | 1                | 4                         | 2016             |
| Park Ji-yoon    | Cantante                                | 1                | 4                         | 2016             |
| Eunji           | Cantante / Miembro de A Pink            | 1                | 4                         | 2016             |
| Bomi            | Cantante / Miembro de A Pink            | 1                | 4                         | 2016             |
| Shim Hyung-tak  | Actor                                   | 2                | 2 - 3                     | 2016             |
| Hani            | Cantante / Miembro de EXID              | 2                | 2 - 3                     | 2016             |
| Solji           | Cantante / Miembro de EXID              | 2                | 2 - 3                     | 2016             |
| Henry Lau       | Cantante / Miembro de Super Junior-M    | 1                | 1                         | 2016             |
| Sul Min-seok    | -                                       | 1                | 1                         | 2016             |

### Invitados especiales
| Nombre      | Ocupación                  | N.º de episodios | Episodios donde apareció | Duración |
| ----------- | -------------------------- | ---------------- | ------------------------ | -------- |
| Kim Min-kyo | Actor                      | 2                | 25 - 26                  | 2016     |
| Tyler Rasch | Personalidad de Televisión | 1                | 21                       | 2016     |
| I.O.I       | Grupo Musical              | 1                | 4                        | 2016     |

## Episodios
Hasta ahora el programa ha emitido 82 episodios.
El programa se emite todos los sábados a las 21:15 (KST), los episodios tienen una duración de 60-90 minutos.

### Destinos
| No. | País          | Destino (Ciudad / Provincia)                                                                                        |
| --- | ------------- | --- |
| 1   | Corea del Sur | Seúl Taebaek Je-ju Gangwon Busan Gyeongsang del Sur Jeolla del Sur Daegu Yeosu Gyeongju Gunsan Gangneung Pieonchang |
| 2   | Japón         | Osaka Nagasaki Tokio Kagoshima Hokkaidō Prefectura de Kagawa Okinawa Fukuoka                                        |
| 3   | Rusia         | Vladivostok |
| 4   | China         | Macao Shanghái Beijing Guilin Shandong Hong Kong                                                                    |
| 5   | Tailandia     | Pattaya Krabi Chiang Mai Bangkok Provincia de Phuket                                                                |
| 6   | Taiwán        | - |

| No. | País                     | Destino (Ciudad / Provincia)                                                  |
| --- | ------------------------ | ----------------------------------------------------------------------------- |
| 7   | Singapur                 | -                                                                             |
| 8   | Islas Marianas del Norte | Saipán                                                                        |
| 9   | Filipinas                | -                                                                             |
| 10  | Vietnam                  | Hanói Đà Nẵng Nha Trang                                                       |
| 11  | Emiratos Árabes Unidos   | Dubái                                                                         |
| 12  | Reino Unido (Inglaterra) | Londres Mánchester Liverpool                                                  |
| 13  | Italia                   | Sur de Italia                                                                 |
| 14  | República Checa          | -                                                                             |
| 15  | Canadá                   | -                                                                             |
| 16  | Estados Unidos           | Las Vegas San Francisco (Norte de California) Los Ángeles (Sur de California) |
| 17  | Laos                     | -                                                                             |
| 18  | Myanmar                  | -                                                                             |
| 19  | México                   | Cancún                                                                        |
| 20  | Cuba                     | -                                                                             |
| 21  | Indonesia                | Bali                                                                          |
| 22  | Alemania                 | Munich                                                                        |
| 23  | Polonia                  | -                                                                             |
| 24  | Dinamarca                | -                                                                             |
| 25  | Hungría                  | -                                                                             |
| 26  | Malasia                  | Langkawi                                                                      |
| 27  | Brunéi                   | -                                                                             |
| 28  | Australia                | Cairns Brisbane                                                               |

## Premios y nominaciones
| Año  | Categoría                | Premio                  | Nominado (a) | Resultado |
| ---- | ------------------------ | ----------------------- | ------------ | --------- |
| 2016 | Top Excellence Talk Show | KBS Entertainment Award | San E        | Nominado  |
| 2016 | Excellence Talk Show     | KBS Entertainment Award | Kim Sook     | Ganó      |

## Producción
El programa cuenta con el apoyo de los productores Lee Chang-sun, Kang Bo-young, Sohn Ji-won, Youn Min y Koo Min-jung. Así como de los escritores Park Won-woo, Choi Eun-young, Ha Seon-jeong, Park Ja-young, Lee Hyo-yeon, Hwang In-sun, Lim Sang-hwa, Song Da-in y Yu Hee-sun.
Algunos de los lugares donde se ha filmado han sido Corea del Sur, Asia, Europa, Medio Oriente y América del Norte.
El programa es distribuido por la Korean Broadcasting System (KBS).